# Фремд Макс Вікторович
Макс Вікторович Фремд (1893, Варшава — 9 червня 1963) — український і російський геолог.

## Біографія
Макс Вікторович Фремд народився 1893 року у Варшаві. Його дитинство пройшло у Києві, де працював батько Макса.
1912 року, закінчивши гімназію, Фремд вступив на природничий відділ фізико-математичного факультету Київського університету.
Ще перебуваючи в університеті, Макс Вікторович брав найдіяльнішу участь у студентських гуртках дослідників природи. Під час Першої світової війни, коли 1916 року університет евакуювали, Фремд працював на посаді геолога у Саратовській міській управі. Він вивчав зони зсувів у межах Саратова, а потім за завданням Геологічного комітету досліджував родовище кам'яного вугілля на Кавказі (під керівництвом Андрія Стопневича і Африкана Криштофовича). Університет закінчив 1917 року.
У 1918—1929 роках Фремд працював в Українському геологічному комітеті як геолог відділу нерудних копалин і гідрогеолог. Одночасно за завданням господарчих організацій він вів детальні розшуки і розвідку первинних і вторинних родовищ каолінів України.
1928 року Фремд почав працювати в Українському відділі Всесоюзного інституту прикладної мінералогії, де вів роботу з виявлення промислових родовищ вапняків для фарбової сировини, графіту та інших нерудних копалин. Одночасно він працював гідрогеологом над питаннями водопостачання та зрошення у Південному Придніпров'ї.
Від кінця 1930 року Макс Вікторович працював в Українському гідрометеорологічному інституті науковим співробітником і керівником сектору підземних вод. В ті самі роки він брав участь у роботі інших науково-дослідних установ і проектних організацій з розвідки нерудних копалин, гідрогеології та інженерній геології. 1935 року Фремду без захисту надали вчений ступінь кандидата геолого-мінералогічних наук.
Педагогічну діяльність у вищих навчальних закладах Фремд почав 1933 року як доцент в Інженерному гідрометеорологічному інституті та у Київському шкіряному інституті. 1938 року він перейшов на постійну роботу в Київський педагогічний інститут, де займав посаду професора на кафедрі геології. В інституті він працював до Німецько-радянської війни і 1945 року.
Одночасно з педагогічною роботою Фремд у 1938—1945 роках як автор звітів та консультант керував інженерно-геологічними дослідженнями в Промбудтресті. 1941 року разом з цією організацією він евакуювався в Томськ, де продовжував працювати.
1945 року Макс Вікторович приступив до роботи в Новосибірському інституті інженерів залізничного транспорту як професор кафедри геології. За сумісництвом він викладав курс геології в педагогічному інституті. 1947 року він перейшов на постійну роботу в педагогічний інститут, де пізніше його затвердили завідувачем кафедри географії.
Під час перебування в Західному Сибіру Фремд виконав низки науково-дослідних робіт з питань нерудних копалинах і гідрогеології.
1950 року Фремда перевели до Уральського педагогічного інституту імені Олександра Пушкіна. Тут від 1951 року він завідував кафедрою геології та географії. Одночасно з педагогічною роботою Макс Вікторович провадив науково-дослідну роботу з вивчення ґрунтових і глибинних вод Західного Казахстану. У контакті з низкою експедицій Фремд зібрав майже вичерпний матеріал для наміченої ним докторської дисертації. Кабінет геології під керівництвом Фремда збагатився колекціями з мінералогії, палеонтології та петрографії, які було зібрано під час польової практики студентів, а також ціла низка установ надіслала зразки порід та скам'янілостей.
Від 1960 року Фремд працював на посаді професора в педагогічному інституті Майкопа, де, крім того, виступав на наукових конференціях, був ініціатором складання карти природних ресурсів Адигеї (з питання підземних вод цього краю він зібрав великий матеріал).